# Prohibitin
Prohibitin (PHB) ist ein Protein in der Zellmembran und der Membran der Mitochondrien und kommt in allen Gewebetypen vor. Prohibitingene wurden bei Tieren, Pilzen, Pflanzen und Einzellern beschrieben. Die genaue Funktion des Proteins ist nicht bekannt. Prohibitine werden in zwei Klassen eingeteilt, die aufgrund ihrer Ähnlichkeiten mit den Hefevarianten des Prohibitins Typ-I oder Typ-II-Prohibitine genannt werden. Bei allen bisher untersuchten Organismen hat man stets wenigstens eine Prohibitinvariante gefunden.
Prohibitine sind evolutionär hochkonservierte Gene, die ubiquitär exprimiert werden. Das humane Prohibitingen, das in der BRCA1-Region auf Chromosom 17q21 liegt, wurde ursprünglich für einen negativen Regulator der Zellproliferation und Tumorsuppressor gehalten. Diese antiproliferative Aktivität wird heute der 3' gelegenen nicht transkribierten Region des PHB-Gens zugeschrieben und nicht der Protein codierenden Region. Mutationen im humanen PHB-Gen sind mit dem sporadisch auftretenden Mammakarzinom in Verbindung gebracht worden. Vom Prohibitingen werden zwei mRNA-Spleißvarianten transkribiert, die sich in Länge der nichttranslatierten Region am 3'-Ende des Gens unterscheiden. Das längere Transkript kommt vor allem in proliferierendem Gewebe vor, was die Vermutung nahelegt, das die 3' nicht-translatierte Region als transaktivierende regulatorische RNA fungiert.
Heute wird vermutet, dass Prohibitine große ringförmige Proteinkomplexe an der inneren mitochondrialen Membran bilden und für die Überlebensfähigkeit multizellulärer Organismen unabdingbar sind. Die genaue Funktion der PHB-Komplexe ist nicht bekannt, aber es wird vermutet, dass sie entweder als Chaperone für die Atmungskettenproteine dienen oder eine Art Gerüst für die Form der Mitochondrien bilden. Kürzlich wurde gezeigt, dass Prohibitine bei Mäusen und Pflanzen eher positive Regulatoren der Zellproliferation sind. Zahlreiche Veröffentlichungen haben dagegen Hinweise dafür geliefert, das Prohibitin beim Menschen ein zellkern-assoziierter Repressor des Zellzyklus ist, indem es an den proliferationsstimulierenden Transkriptionsfaktor E2F bindet und dessen Aktivität inhibiert. Allerdings wurden diese Experimente in den meisten Fällen an transformierten humanen Zelllinien durchgeführt und Hinweise darauf, das Prohibitine diese Funktion in normalem menschlichen Gewebe oder bei anderen Organismen haben, fanden sich bislang nicht.

## Aktuelle Literatur
- J. K. McClung, E. R. Jupe, X. T. Liu, R. T. Dell'Orco: Prohibitin: potential role in senescence, development, and tumor suppression. In: Exp. Gerontol. vol. 30, Nr. 2, 1996, S. 99–124. PMID 8591812
- R. T. Dell'Orco, J. K. McClung, E. R. Jupe, X. T. Liu: Prohibitin and the senescent phenotype. In: Exp. Gerontol. vol. 31, Nr. 1-2, 1996, S. 245–252. PMID 8706794
- S. Mishra, L. C. Murphy, B. L. Nyomba, L. J. Murphy: Prohibitin: a potential target for new therapeutics. In: Trends in Molecular Medicine. vol. 11, Nr. 4, 2005, S. 192–197. PMID 15823758
- K. Rajalingam, T. Rudel: Ras-Raf signaling needs prohibitin. In: Cell Cycle. vol. 4, Nr. 11, 2007, S. 1503–1505. PMID 16294014
- T. Sato, H. Saito, J. Swensen u. a.: The human prohibitin gene located on chromosome 17q21 is mutated in sporadic breast cancer. In: Cancer Res. vol. 52, Nr. 6, 1992, S. 1643–1646. PMID 1540973
- S. J. Dawson, L. A. White: Treatment of Haemophilus aphrophilus endocarditis with ciprofloxacin. In: Journal of Infection. Band 24, 1992, S. 317–320. PMID 1602151
- J. J. White, D. H. Ledbetter, R. L. Eddy u. a.: Assignment of the human prohibitin gene (PHB) to chromosome 17 and identification of a DNA polymorphism. In: Genomics. vol. 11, Nr. 1, 1992, S. 228–230. PMID 1684951
- M. S. Altus, C. M. Wood, D. A. Stewart u. a.: Regions of evolutionary conservation between the rat and human prohibitin-encoding genes. In: Gene. vol. 158, Nr. 2, 1995, S. 291–294. PMID 7607556
- E. Ikonen, K. Fiedler, R. G. Parton, K. Simons: Prohibitin, an antiproliferative protein, is localized to mitochondria. In: FEBS Lett. vol. 358, Nr. 3, 1995, S. 273–277. PMID 7843414
- K. Maruyama, S. Sugano: Oligo-capping: a simple method to replace the cap structure of eukaryotic mRNAs with oligoribonucleotides. In: Gene. vol. 138, Nr. 1-2, 1994, S. 171–174. PMID  8125298
- T. Sato, T. Sakamoto, K. Takita u. a.: The human prohibitin (PHB) gene family and its somatic mutations in human tumors. In: Genomics. vol. 17, Nr. 3, 1993, S. 762–764. PMID 8244394
- E. R. Jupe, X. T. Liu, J. L. Kiehlbauch u. a.: The 3' untranslated region of prohibitin and cellular immortalization. In: Exp. Cell. Res. vol. 224, Nr. 1, 1996, S. 128–135. PMID 8612677
- Y. Suzuki, K. Yoshitomo-Nakagawa, K. Maruyama u. a.: Construction and characterization of a full length-enriched and a 5'-end-enriched cDNA library. In: Gene. vol. 200, Nr. 1-2, 1997, S. 149–156. PMID 9373149
- R. K. Rasmussen, H. Ji, J. S. Eddes u. a.: Two-dimensional electrophoretic analysis of mixed lineage kinase 2 N-terminal domain binding proteins. In: Electrophoresis. vol. 19, Nr. 5, 1998, S. 809–817. PMID 9629920
- S. Wang, N. Nath, M. Adlam, S. Chellappan: Prohibitin, a potential tumor suppressor, interacts with RB and regulates E2F function. In: Oncogene vol. 18, Nr. 23, 1999, S. 3501–3510. PMID 10376528
- S. Wang, N. Nath, G. Fusaro, S. Chellappan: Rb and prohibitin target distinct regions of E2F1 for repression and respond to different upstream signals. In: Mol. Cell. Biol. vol. 19, Nr. 11, 1999, S. 7447–7460. PMID 10523633
- J. L. Hartley, G. F. Temple, M. A. Brasch: DNA cloning using in vitro site-specific recombination. In: Genome Res. Band 10, Nr. 11, 2001, S. 1788–1795. PMID 11076863
- P. J. Coates, R. Nenutil, A. McGregor u. a.: Mammalian prohibitin proteins respond to mitochondrial stress and decrease during cellular senescence. In: Exp. Cell Res. Band 265, Nr. 2, 2001, S. 262–273. PMID 11302691
- O. Van Aken, T. Pecenkova, B. van de Cotte u. a.: Mitochondrial type-I prohibitins of Arabidopsis thaliana are required for supporting proficient meristem development. In: Plant J. Band 52, Nr. 5, 2007, S. 850–864. PMID 17883375